# Pruska (gromada)
Pruska (do 30 XII 1961 Tajno Stare) – dawna gromada, czyli najmniejsza jednostka podziału terytorialnego Polskiej Rzeczypospolitej Ludowej w latach 1954–1972.
Gromady, z gromadzkimi radami narodowymi (GRN) jako organami władzy najniższego stopnia na wsi, funkcjonowały od reformy reorganizującej administrację wiejską przeprowadzonej jesienią 1954 do momentu ich zniesienia z dniem 1 stycznia 1973, tym samym wypierając organizację gminną w latach 1954–1972.
Gromadę Pruska z siedzibą GRN w Prusce utworzono 31 grudnia 1961 w powiecie augustowskim w woj. białostockim w związku z przeniesieniem siedziby GRN gromady Tajno Stare z Tajna Starego do Pruski i przemianowaniem gromady na gromada Pruska. Równocześnie, do nowej gromady przyłączono obszar zniesionej gromady Dreństwo.
Gromada przetrwała do końca 1972 roku, czyli do kolejnej reformy gminnej.